# De Famberhorst
De Famberhorst is een natuurreservaat van circa drie hectare, gelegen in de gemeente De Friese Meren. Het is een belangrijke schakel in de ecologische verbinding Friese meren, Langweerderwielen, natuurterrein De Twigen, historische windsingel de Omkromte (ten westen van de Kooilaan), De Famberhorst en Park Heremastate.

## Kenmerken
Het natuurterrein gaat in het noordoosten over in Park Heremastate en het oude kerkpad Boeresingel. Ten westen wordt het gebied omsloten door de Jonkersloot, de vroegere grens tussen de gemeente Haskerland en de gemeente Doniawerstal. Aan de zuidkant grenst De Famberhorst aan windsingel de Omkromte.
De Famberhorst bestaat aan de westkant uit een hoge en brede onregelmatig gevormde polderdijk die de vroegere Jonkerspolder in samenspel met de Joustersluis tegen hoogwater beschermde. Het oostelijke deel is een drassig terrein met enkele poelen. De hoogte van het waterpeil van de poelen verschilt onderling ongeveer 75 centimeter, veroorzaakt door de ondoordringbare oerlaag ter plekke. Aan de noord- en de oostkant wordt De Famberhorst omsloten door twee monumentale windsingels bestaande uit voornamelijk inheemse bomen- en struikensoorten. Deze oude windsingels zijn van historische waarde.

### Flora en Fauna
Door de gevarieerde biotopen heeft het gebied een rijke flora en fauna waaronder soorten die op de Nederlandse rode lijst staan.

## Ecologische verbindingszone
Natuurgebied De Famberhorst maakt deel uit van de ecologische verbindingszone die het Friese merengebied via  De Twigen en andere groene gebieden (waaronder de historische windsingel Omkromte, het natuurgebied De Famberhorst en de historische Jonkersloot) verbindt, met Park Heremastate.

## Eigendom  en toegankelijkheid
Het gebied is eigendom van de familie Bergsma uit Joure die het in 1984 aankocht van de familie Van der Veen om het als natuurterrein te kunnen beheren. De huidige naam van het gebied is afgeleid van de familienaam: Fam(ilie)Ber(gsma)horst. In 1994 gaf Vogelbescherming Nederland het predicaat 'Vrij Vogelreservaat' aan het gebied. De Famberhorst is niet vrij toegankelijk. De beheerder streeft naar rust in het gebied opdat de verschillende leefgemeenschappen zich ongestoord kunnen ontwikkelen. Op verzoek zijn er rondleidingen mogelijk.

## Fotogalerij

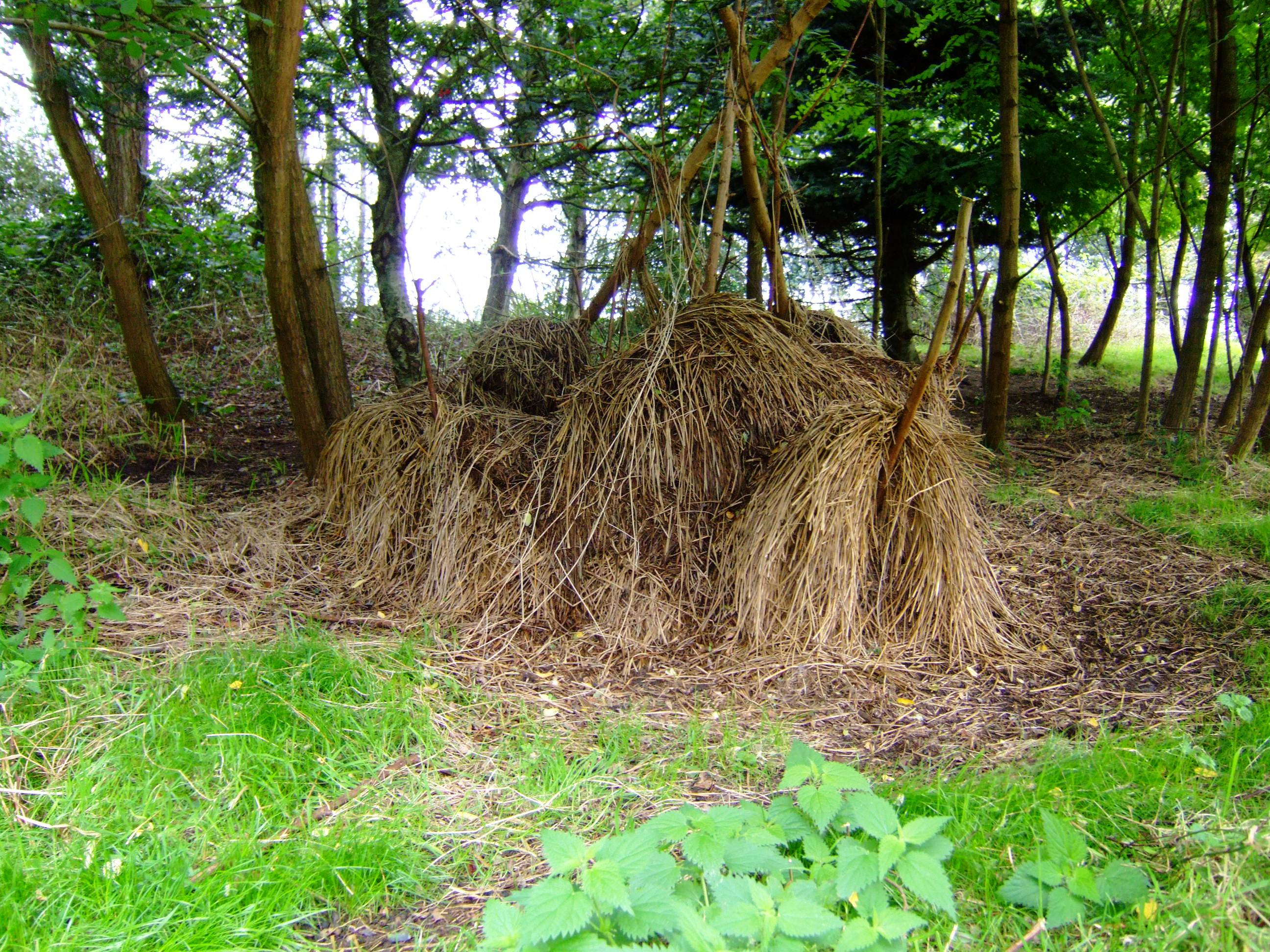
Rietopper als schuil- en overwinteringplek voor dieren
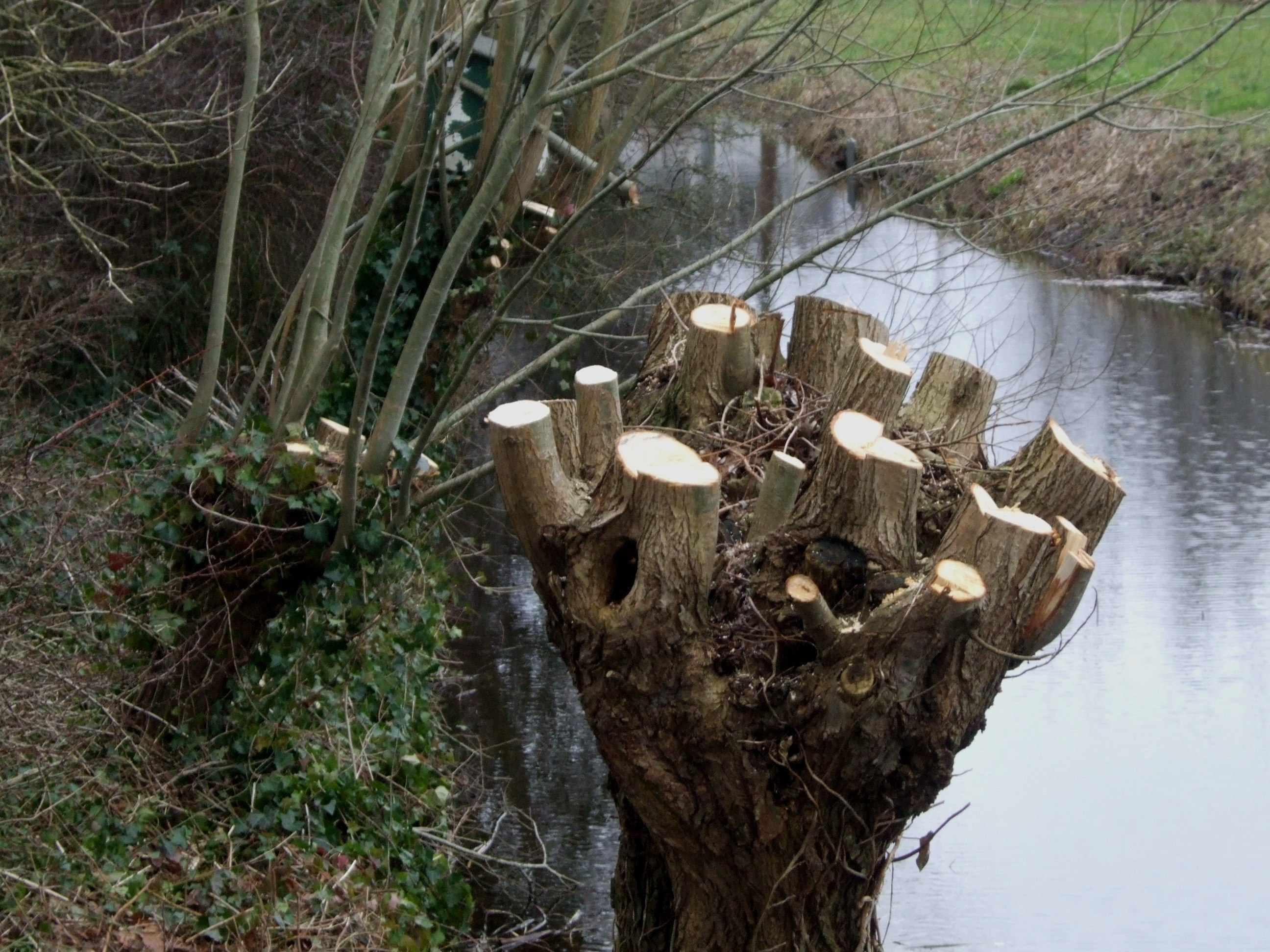
Geknotte wilg aan de Jonkersloot
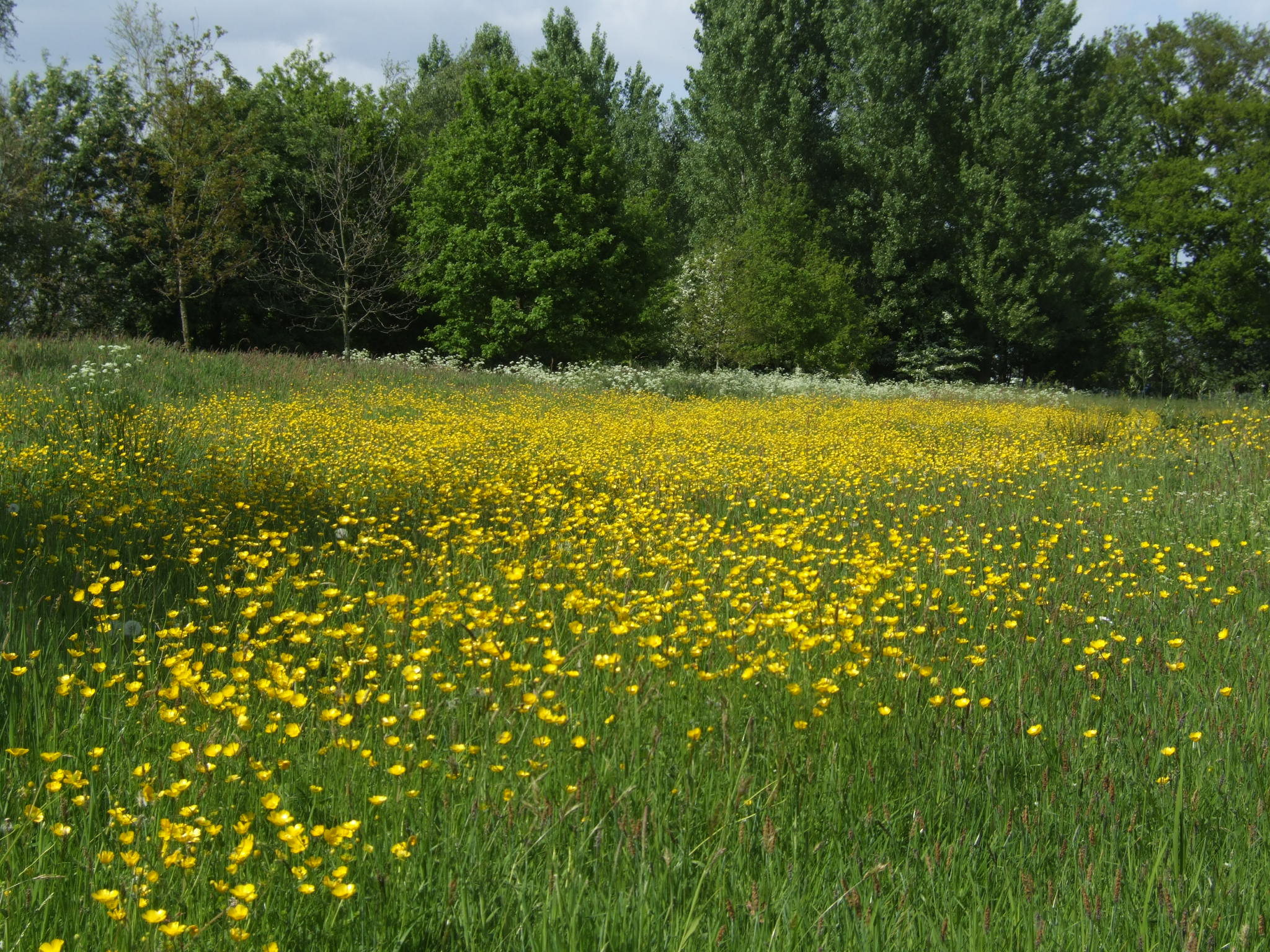
Weide in het reservaat
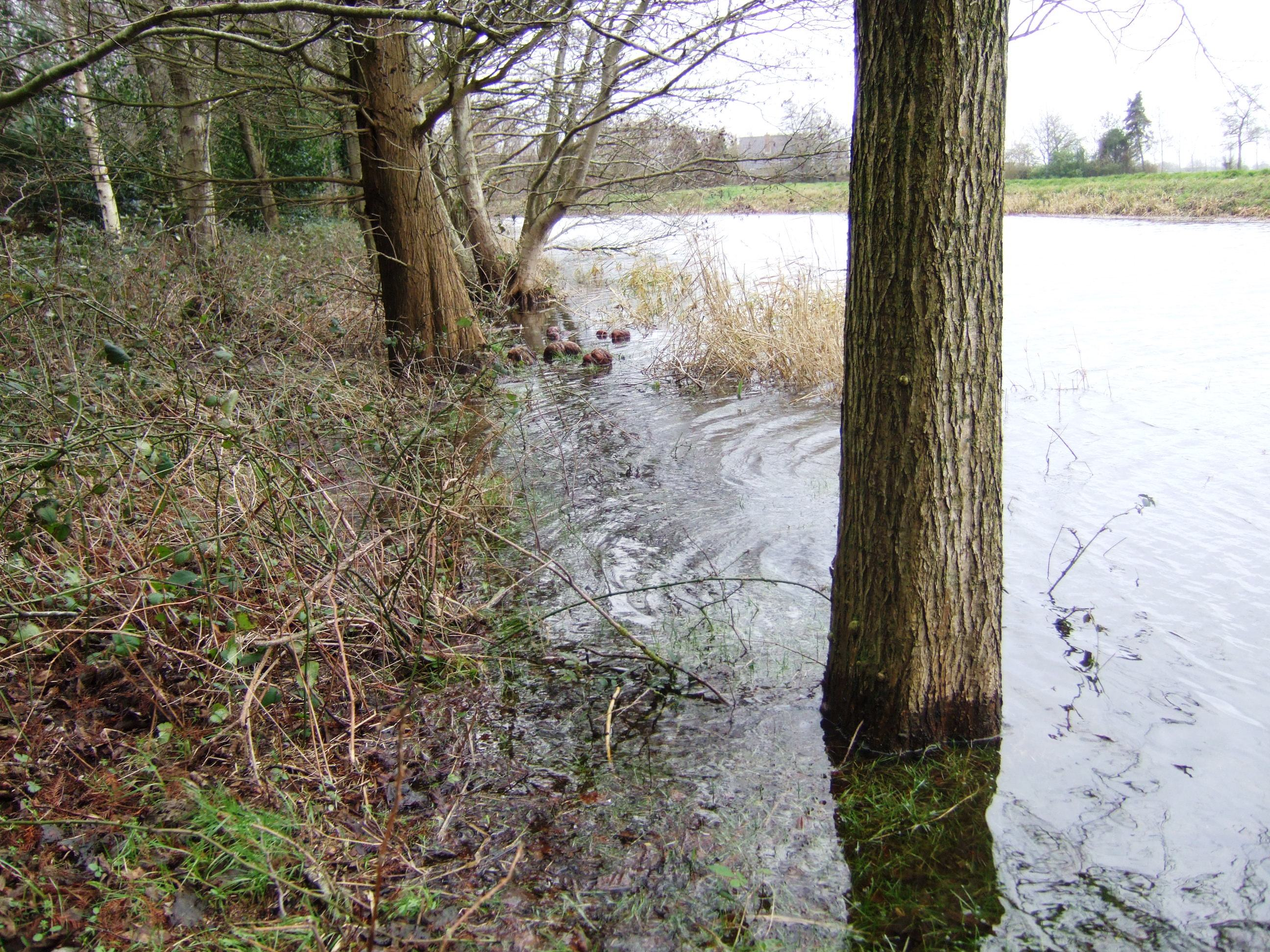
Door een noordwesterstorm opgestuwd water in de Jonkersloot
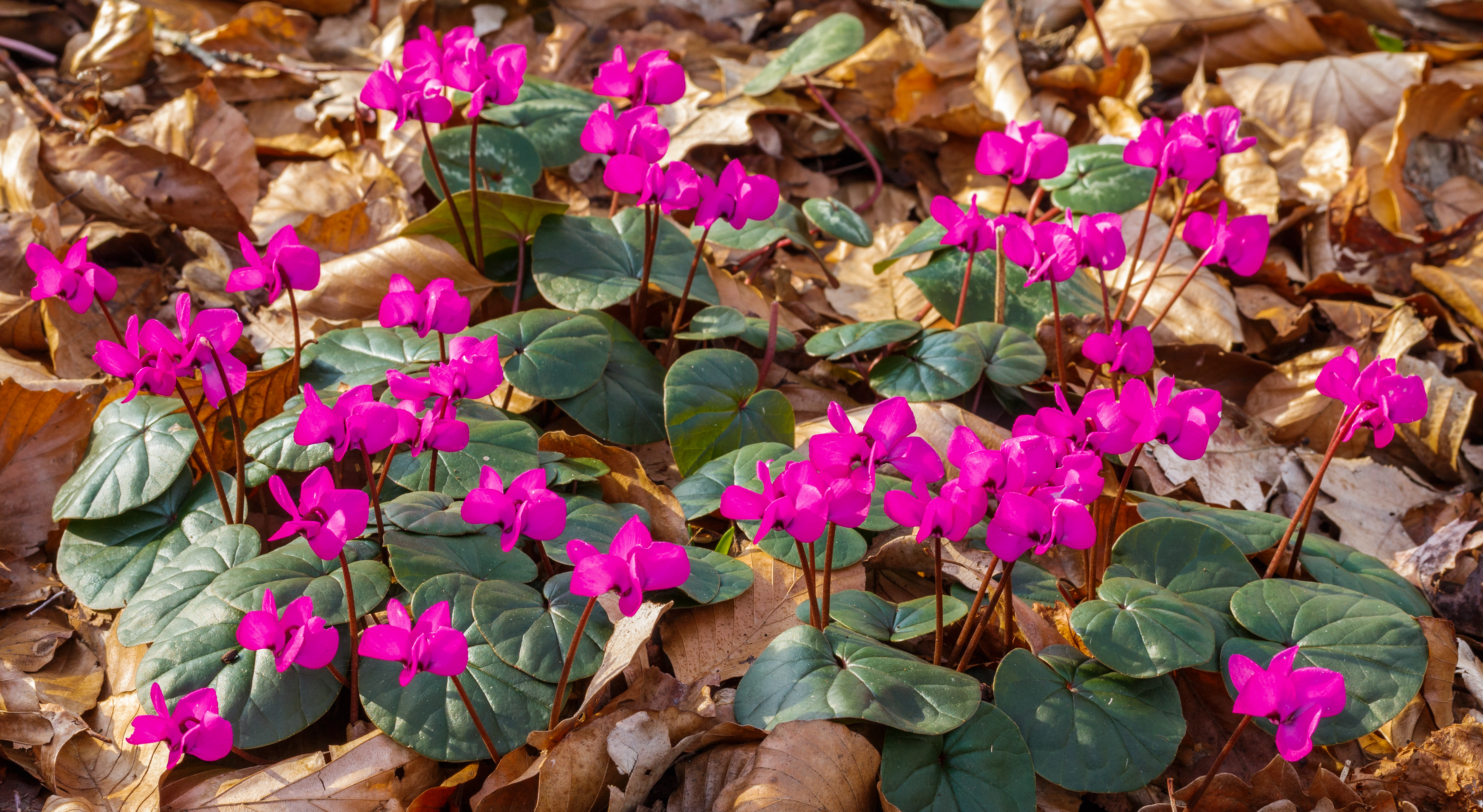
Cyclamen coum tussen afgevallen blad.
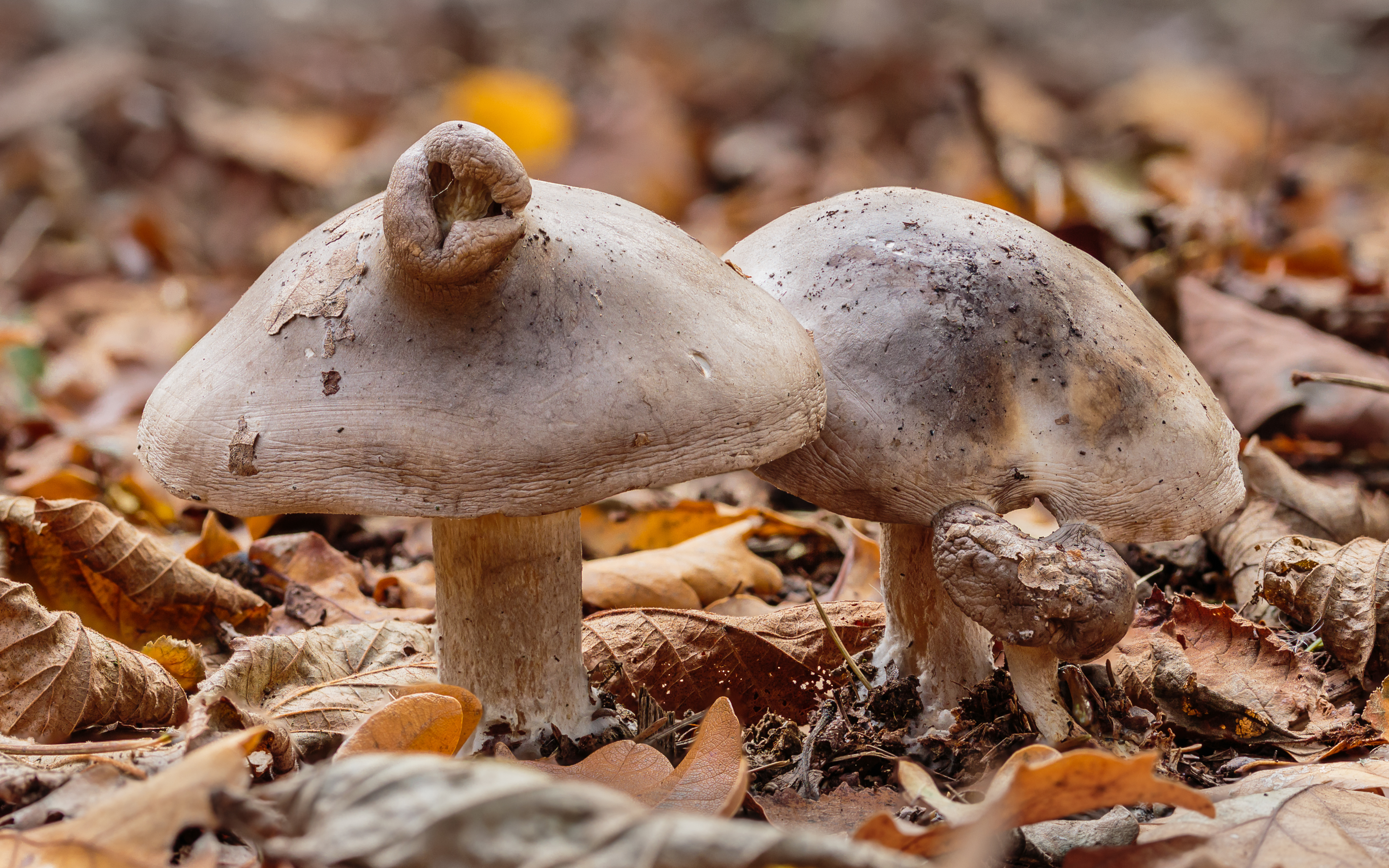
Nevelzwam (Clitocybe nebularis) met misvorming op de hoed